# دان مريدور
دان مريدور (بالعبرية: דן מרידור) (وُلد في 23 أبريل 1947 في القدس، الانتداب البريطاني على فلسطين)، هو سياسي إسرائيلي ووزير. وقد أصبح عضواً في حزب الليكود منذ أواخر التسعينات وهو من مؤسسي حزب المركز. ثم عاد إلى الليكود في أوائل العام 2000، وعاد إلى الكنيست بعد انتخابات عام 2009. خدم ميريدور سابقاً في الحكومة نائباً لرئيس الوزراء ووزير الاستخبارات والطاقة الذرية في الحكومة الإسرائيلية. في عام 2014، خلف ميريدور آفي بريمور كرئيس للمجلس الإسرائيلي للعلاقات الخارجية، وهو معهد للشؤون الدولية يعمل تحت رعاية المؤتمر اليهودي العالمي.

## حياته
وُلد دان في القدس عام 1947 في عائلة برجوازية. وترعرع في أسرة يمينية، وهو نجل إلياهو مريدور، وهو قائد منظمة عسكرية تُدعى إرجون، كما كان والده من دعاة إسرائيل الكبرى إضافة لكونه أحد المشاركين في تأسيس حزب حيروت، الذي تغير اسمه بعد ذلك إلى حزب الليكود وذلك عام 1966، وكان مريدور من المنتسبين والنشيطين في هذا الأخير منذ 1984، لكنه غادره في ديسمبر 1998 بسبب خلاف له مع رئيس الوزراء آنذاك بنيامين نتانياهو واعتباره دون مصداقية، حيث قام بتأسيس حزب المركز في يناير 1999 رفقة بعض المنسحبين من الحزب أمثال إسحاق مردخاي وأمنون شحاك، وقد تمكن الحزب من الحصول على 6 مقاعد في الكنيست، وفي عام 2001 طالب بانتخاب أرئيل شارون رئيساً للبلاد عوضاً عن إيهود باراك نظراً لتساهله مع الشعب الفلسطيني حسب رأيه، وفي الفترة التي سبقت انتخابات 2006، تلقى مريدور عروض من حزب العمل الإسرائيلي وإسرائيل بيتنا، لكنه كان يأمل في أن يدعى إلى قائمة كاديما. ومع ذلك، تم استخدام حق النقض ضده من قبل أبناء أرئيل شارون، جلعاد وعمري شارون. إلا أنه رجع إلى الليكود مرة أخرى بعد فترة من اعتزال العمل السياسي وذلك في 2008، إذ أعلن نيته في ترشيح نفسه ضمن قائمة مرشحي الحزب في انتخابات 2009. ومريدور متزوج وله أربعة أبناء. وقد حصل مريدور على الإجازة في الحقوق من الجامعة العبرية في القدس عام 1973 مما أتاح له العمل في سلك القضاء والمحاماة في كل من القدس وتل أبيب ما بين عامي 1973 و1982.
وقد تقلد دان مريدور العديد من المناصب والمسؤوليات المهمة، حيث بدأ مساره في عام 1967 كضابط مدرعات في الجيش الإسرائيلي. وأثناء الفترة الممتدة من 1982 إلى 1983 اشتغل كأمين ديوان رئيس الوزراء إسحق شامير وقتها. ليتم انتخابه من 1984 إلى 1988 نائباً في الكنيست في قائمة الليكود، وقد صار عضواً في لجنة الخارجية والأمن، إضافة إلى ذلك فقد شغل مريدور منصب مراقب لدى السوق الأوروبية من قبل الكنيست. وقد تسلم مريدور بعدها العديد من الحقائب الوزارية المهمة في الحكومات الإسرائيلية، كان أولها وزارة العدل من 1988 إلى 1992 مع عضوية في الحكومة المصغرة. ثم اُنتخب مجدداً في سنة 1992 نائباً في الكنيست وتم تنصيبه عضواً بلجنة القانون والعدل. ليعود إلى الحكومة الإسرائيلية من يونيو 1996 إلى يوليو 1997 كوزير المالية في الحكومة التي يرأسها بنيامين نتانياهو. وقد كان قد استقال من هذه الوظيفة في يوليو 1996 بعد انتقاده لرئيس الوزراء. وفي عامي 1999 و2001 أُسندت له مهمة رئاسة لجنة الخارجية والأمن بالكنيست. ثم أصبح في أغسطس 2001 وزيراً بدون حقيبة وزارية مسؤولاً عن الدفاع وعن إستراتيجية حكومة أرئيل شارون. وفي أواخر عام 2004، عينه شائول موفاز رئيسا للجنة دان مريدور المدنية لوضع التوجهات الأمنية لإسرائيل، وقد قدمت هذه اللجنة التقرير النهائي لاستنتاجاتها في 23 أبريل 2006، لوزير الدفاع شائول موفاز حينئذ. وفي فبراير 2009 اُنتخب عضواً للكنيست عن قائمة حزب الليكود بقيادة نتانياهو. وفي أبريل من نفس السنة صار وزيراً لشؤون أجهزة الاستخبارات في حكومة نتانياهو، وعين عضواً في المجلس الوزاري المصغر.
وكان مريدور سابقاً بعد مغادرته للكنيست، يشغل منصب الرئيس الدولي لمؤسسة القدس. كما شارك في لجنة فينوغراد التي حققت أعمال إسرائيل في حرب لبنان 2006. ولم يعارض ميريدور انتخابات 2013.

## وصلات خارجية
- دان مريدور على الموقع الإلكتروني للكنيست
- Dan دان ميريدور يناقش صائب عريقات في معهد السلام الدولي، 25 يونيو 2010 (فيديو).
- نائب رئيس الوزراء دان مريدور في استجواب من قبل بي بي سي على HARDtalk.
- دان مريدور على المعهد الدولي لمكافحة الإرهاب.
- دان مريدور على وزارة الدفاع الإسرائيلي.
- دان مريدور على موقع لجنة البندقية في مجلس أوروبا.